# Karl Adolf Menzel
Karl Adolf Menzel, född 7 december 1784 i Grünberg in Schlesien, död 19 augusti 1855 i Breslau, var en tysk historiker.
Menzel blev 1809 lärare och 1814 prorektor vid Elisabethanum i Breslau samt var, som konsistorialråd, från 1824 till några månader före sin död den egentlige ledaren för det högre skolväsendet i Schlesien.
Jämte en sedan länge värdelös Geschichte der Deutschen (åtta band, 1815-23), som går till kejsar Maximilian I:s död, och fortsättningar av Karl Friedrich Beckers världshistoria författade Menzel bland annat Neuere Geschichte der deutschen von der Reformation bis zur Bundesakte (12 band, 1826-48; andra upplagan, i sex band, 1854-56), ett på omfattande studier av tryckta källor vilande arbete, i vilket Menzel dock, enligt Leopold von Rankes domslut, låtit sig av överdrivet begär att vara oväldig ledas till orättvisa mot reformationen.